# Технические танкеры проекта 11510
Технические танкеры проекта 11510 — серия специальных морских транспортов для технологического обслуживания кораблей и судов с атомными силовыми установками, перевозки и переработки радиоактивных вод, твёрдых радиоактивных отходов. Переклассифицированы в морские водоналивные транспорта.

## История строительства
Для обслуживания атомных ледоколов «Ленин» и «Арктика» в 1970-х годах в конструкторском бюро «Вымпел» разработали специальные суда обеспечения, получившие проектный номер 1591. Строительство специального транспортного танкера «Серебрянка» закончено на Навашинском судостроительном заводе в 1974 году. С увеличением атомного подводного флота СССР потребовались суда обеспечения новой формации, которые могли бы не только хранить и транспортировать, но и частично перерабатывать жидкие радиоактивные отходы (ЖРО). КБ «Вымпел» приступило к разработке специальных танкеров для обслуживания кораблей с атомными силовыми установками, взяв за основу имеющийся проект 1591. Суда получили проектный номер 11510, они способны выполнять не только работу с ЖРО, но и с твёрдыми радиоактивными отходами (ТРО).
Строительство головного судна проекта 11510 (зав.№301), получившего имя «Амур», началось 10 мая 1982 года. Но строительство продвигалось медленно: к 1 января 1983 года техническая готовность головного судна составила всего 4,3 %. Главная причина — задержка выпуска рабочих чертежей ЦКБ «Вымпел» на 10-12 месяцев и неналаженная кооперация с Волгоградским заводом. Ответственность по созданию станции была возложена на главного инженера ВСЗ В. П. Ивлева. В отчете за 1-е полугодие 1983 года отмечалось: «… из 261 секции изготовлено 196, собрано в блоки 81 секция, монтаж главных двигателей задерживается из-за неготовности фундаментов, на которые не нанесено специальное покрытие, а отсутствие погружного оборудования приостановило формирование корпуса в этом районе. В связи с отсутствием металлической защиты и оборудования станции СПРВ, формирование корпуса также задерживается.». К 1 января 1984 года готовность была 49 %. Спуск на воду состоялся 29 ноября 1984 года, и работы продолжились уже на плаву. На 1 января 1985 года техническая готовность составила 71,3 %. После спуска началось формирование помещений в районе грузового трюма и станции СПРВ, монтаж оборудования станции и трубопроводов специальных систем. С 28 августа 1985 года стали проходить швартовые испытания. К 10 октября техническая готовность достигла 91,3 %. 12 декабря 1985 года «Амур» ушел на сдаточную базу. Заводские ходовые испытания проходили до 25 декабря. 26 декабря 1985 года судно предъявили Государственной комиссии приемки и начались государственные испытания.

30 декабря 1985 года председатель Государственной комиссии приемки подписал акт о перерыве государственных испытаний: «…в связи с тем, что не завершена постройка опытного СПРВ, государственные испытания головного транспорта для перевозки и переработки р/а отходов «Амур» прерываются до 20.04.1986 года до закрытия построечных удостоверений и завершения швартовых, межведомственных и заводских ходовых испытаний.» На 1 января 1986 года техническая готовность составила 96,3 %. Всего на судне было установлено 14000 труб, из них в СПРВ 8448. Постепенно работы по станции СПРВ шли к своему завершению и началась подготовка к проведению её испытаний. Приказом по заводу от 13 марта 1986 года была назначена сдаточная команда, ответственным сдатчиком СПРВ назначили строителя И. Д. Канцибера, ответственным за подготовку к испытаниям в целом по СПРВ и.о. главного инженера В. Н. Шорина. Для проведения докования судно поставили в плавдок завода им. А. А. Жданова в Ленинграде 14 мая. Судно вернулось в Выборг 23 мая. Испытания СПРВ под председательством представителя ВНИПИЭТ И. В. Чуксанова прошли с 6 по 12 июня 1986 года. По итогам этих испытаний 13 июня вышел приказ по заводу, в котором говорилось: «… 6 июня 1986 гада опытный образец СПРВ предъявлен комиссии для предварительных испытаний. В ходе испытаний проверены системы приготовления химреагентов, вакуумного осушения, отбора проб. Дальнейшие проверки систем СПРВ оказались невозможными по следующим причинам: не закончена наладка сигнализации, электроприводов дистанционно-управляемых вентилей, технологическая промывка трубопроводов и оборудования станции, отсутствует битум для испытаний установки битумирования. В связи с этим комиссия объявила перерыв испытаний до завершения наладки станции…»

Предварительные испытания СПРВ закончились 11 августа 1986 года, межведомственные испытания (председатель комиссии — представитель заказчика, в/ч 1814, Ю. П. Кузьмин‚ от ВНИПИЭТ — И. В. Чуксанов) провели с 16 августа по 18 сентября на модельных водах. 14 октября 1986 года был подписан акт о возобновлении государственных испытаний «… с 30.12.1985 года по 1З.1О.1986 года ВСЗ выполнены работы и устранены дефекты, отмеченные в акте от 30.12.1985 года о перерыве гос. испытаний. Судно готово с 14.10.1986 года к продолжению прерванных испытаний…». Государственные испытания продолжили 14 октября и закончили 31 октября 1986 года. Приемный акт подписали 31 октября, тем самым завершив строительство этого опытного судна. Из почти 54 месяцев строительства, 10,5 месяцев заняли ходовые испытания.
С учетом полученного опыта, строительство второго судна «Пинега» (зав. №302) шло быстрее. К обработке металла приступили в январе 1984 года, отказавшись от кооперации с Волгоградским заводом. На конец ноября 1986 года над судном работали 56 человек. 19 декабря 1986 года судно вывели из эллинга на открытый стапель для достройки. Спуск на воду состоялся 18 июля 1987 года. К моменту спуска на судне были установлены и заварены 229 секций (92 %), остальные, в связи с ограничением спусковой массы, монтировали после спуска. Из 63 единиц емкостного оборудования станции было установлено 19, из общего количества 351 техкомплекта труб выставлено под монтаж 43, а по СПРВ из 62 не выставлено ни одного. Достроечные работы продолжились, и 8 июля 1988 года было объявлено начало проведения швартовых испытаний с 10 октября. После завершения испытаний 30 октября судно поставили в НДК завода. Вывод из НДК состоялся 11 ноября 1988 года. Тем самым впервые на заводе было проведено докование судна массой 6800 т. С 4 по 24 декабря 1988 года прошли заводские ходовые испытания, а с 24 декабря начались государственные испытания. 30 декабря 1988 года был подписан приемный акт, и транспорт «Пинега» отправился служить на Тихоокеанский флот.
Дальнейшее строительство технических транспортов проекта 11510 предусматривалось на Выборгском заводе, со сдачей зав. №303 в 1992 году и доработкой проекта. Но после распада СССР, когда таллинский завод, поставлявший установки битумирования, оказался вне системы (закон СССР №832-1, в соответствии с которым союзные министерства передали прибалтийским республикам предприятия со всеми основными и оборотными средствами), от этого плана пришлось отказаться. Приказом министра от 29 октября 1990 года №343 дальнейшее строительство транспортов проекта 11510 для перевозки и переработки радиоактивных отходов, начиная с зав. №303, передавалось с Выборгского завода на «Севмашпредприятие». В 1991 году все работы над судном зав. №303 были заморожены. В дальнейшем заказ был отменен, а судно разобрано.

## Конструкция

### Основные характеристики
- Длина наибольшая: 123,3 м;
- Ширина наибольшая: 17,1 м;
- Высота борта: 8,3 м;
- Осадка в грузу: 6,5 м;
- Водоизмещение полное: 8420 т;
  - водоизмещение в порожнем: 6820 тонн;
  - дедвейт: 1600 т;
  - вместимость грузовых трюмов: 800 т ТРО россыпью или в контейнерах;
    - высокой активности: 270
    - низкой активности: 500

  - грузоподъемность при перевозке только ОТВС 590 т;
  - грузоподъемность без работы СПРВ: 1070 т;
- Производительность установки очистки ЖРО: 10 л/час;
- Силовая установка: два дизеля 58Д-6А мощностью по 4500 л.с.
- Скорость хода: 15,3 узла;
- Дальность плавания: 4000 миль;
- Автономность: 25 суток;
- Экипаж: 70 человек.

### Специальное оборудование
Для размещения ТРО на транспорте предусматривался один универсальный сухогрузный трюм. В свету люка устанавливались стойки, выполняющие функции направляющих при погрузке, и обеспечивающие раскрепление при перевозке. Часть стоек съемные, с возможностью формирования в трюме 48, 10, 6 или 4 ячеек. Дополнительно для раскрепления ТРО предусматривались грузовые клети, имеющие открывающееся днище для сброса груза на захоронение. Для погрузо-разгрузочных операций на судне установлен 1О-тонный кран КЭЗО.
СПРВ предназначалась для очистки вод, образующихся при эксплуатации и ремонте энергетических установок, до норм, обеспечивающих их безопасное хранение. Станция переработки аналогов не имела и разрабатывалась впервые в мире. В основу технологии очистки вод на станции был положен коагуляционно-фильтрационный принцип. Выделенные в процессе очистки вод содержащиеся в них продукты включались в битум и в виде отвердевших блоков поступали в накопитель. На судне устанавливалось два накопителя-сбрасывателя в носовой части. Объемная активность воды, подаваемая на переработку - не более 10\2 ки/л; объемная активность воды после переработки — не более 10\3 ки/л, производительность станции 5 м³/ч. В состав станции входили: три ступени очистки, установка битумирования с поворотным столом, аппараты приготовления химреагентов, различные емкости, 22 химических насоса, трубопроводы с ручными и дистанционно управляемыми вентилями.
Установки биологической защиты предусматривались в отсеках, в которых располагались источники ионизирующего излучения: отсек СПРВ, помещение цистерн ЖРО, грузовой трюм для ТРО.

### Судовые службы
- Командование судна: Борисов В.С. 
  - Машинное отделение
  - Электромеханическая часть: Фомин В.И.
    - Электротехническое отделение
- Служба хранения и очистки радиоактивных сбросов
  - Отделение хранения и очистки радиоактивных сбросов
    - Станция хранения
    - Станция машинной очистки
- Служба радиационной безопасности
  - Группа радиационного контроля
    - Дозиметрическая лаборатория
    - Радиохимическая лаборатория
- Медицинская служба[5]

## Представители проекта
С 1987 года в состав Военно-морского флота СССР включены два специальных транспорта проекта 11510 «Амур» и «Пинега» постройки Выборгского судостроительного завода. Серию предполагалось продолжить на Севмашпредприятии, куда передали недостроенное судно под заводским строительным №303, с запланированной сдачей в 1992 году. С начала 1990-х след недостроенного корпуса теряется, и дальнейшая судьба не известна.

### ТНТ «Амур»
Место постройки: Выборгский ССЗ (г. Выборг), заводской строительный №301, построен 31.10.1986. С 27.04.1992 включен в состав КСФ ВМФ России (войсковая часть 60176).
В июне 1989 года на подводной лодке К-192 в Баренцевом море произошла авария на ядерной энергетической установке. Спецтанкер «Амур» начал подавать воду на подводную лодку для пролива реактора. Из-за ошибок личного состава процесс был прекращен на 2 ч. Но после возобновления подачи из-за того, что технические воды оказались более активными‚ очистная установка «Амура», рассчитанная на меньшую активность, вышла из строя. Откачка вод была прекращена и «Амур» отбуксировал аварийную лодку к месту базирования. В 1996 году «Амур» проходил ремонт на 10-м СРЗ ВМФ.

### ТНТ «Пинега»
Технический танкер (морское судно атомного технологического обслуживания) «Пинега», заводской строительный №302, построен 30.12.1988, с 27.04.1992 в составе КТОФ ВМФ России, войсковая часть 20602 (в/ч 25029)
Входил в состав 375 береговой технической базы ТОФ с базированием на Дунай. В конце 1990 года находился в работе на судостроительном заводе «Звезда» в городе Большой Камень. После расформирования базы АПЛ в Фокино, переведён на Камчатку. В 1999 году на «Пинеге» произошла авария, в результате которой около 750 т радиоактивных отходов из цистерн вылились в трюм. 2008 год — восстановление технической готовности. С 2010 года по 2014 год судно стало предметом судебного разбирательства между Министерством обороны Российской Федерации и ОАО «Дальневосточный завод «Звезда» в части нарушения сроков восстановления технической готовности.